# Nikdy se s čertem nesázej o hlavu!
Nikdy se s čertem nesázej o hlavu! (v angličtině „Never Bet the Devil Your Head“) je krátká satirická povídka amerického spisovatele a literárního teoretika Edgara Allana Poea z roku 1841. Její podtitul zní Příběh s mravním naučením.
Krátká povídka si dobírá dobové tvrzení, že každý příběh by měl obsahovat mravní ponaučení a paroduje transcendentalismus .

## Příběh
V úvodu povídky se autor ironicky pozastavuje nad tvrzením literárních kritiků, že každé dílo by mělo obsahovat mravní ponaučení. Dodává, že kritikové hledají hlubší podstatu v každém literárním díle a často si ji vykládají po svém, čímž se mohou velmi vzdálit původním idejím autora.
| „                                                      | Krátce a dobře, bylo dokázáno, že nikdo nemůže vzít pero do ruky bez nějakého hlubokomyslného záměru. Autoři jsou takto ušetřeni mnoha nesnází. Takový romanopisec se například vůbec nemusí starat o mravní naučení. Je v díle – prostě, někde tam je – a samo už se spolu s kritiky o sebe postará. | “ |
| — Edgar Allan Poe – Nikdy se s čertem nesázej o hlavu! | |   |

Samotný příběh pojednává o vypravěčově příteli Tobiáši Mordiánovi, jenž žil hanebným životem a stejně hanebně sešel ze světa. Za své neřesti nemohl, vznikly vinou jisté osobní vady jeho matky, která malého Tobiáše často řezala, neboť bitím se děti jistě vylepší. Avšak poněvadž byla stižena leváctvím, vyplácela svého synka zleva doprava. Pakliže každá rána správným směrem – zprava doleva – vytlouká z dítěte špatnosti, úder vedený opačným směrem do něj vpravuje pořádnou porci zlotřilosti. Vždyť i Země se otáčí zprava doleva. Tobiáš při výprascích zběsile kope kolem sebe a vypravěč u něj pozoruje postupující mravní zkaženost. Ve tváři černý jako nějaký Afričánek hryže v šesti měsících balíčky karet, v sedmi ho popadl zlozvyk líbat děťátka opačného pohlaví, v osmi se odmítá vystříhat lihovin a nakonec se u něj vyvine sklon ke klení a k utvrzování svých výroků sázkami.
Tato Tobiášova záliba jej vehnala do záhuby, kterou mu vypravěč předpověděl. Jeho oblíbená průpovídka „Vsadím se s čertem o vlastní hlavu!“ hojně pronášená při vlastních proslovech popouzí Tobiášova přítele a nutí jej k moralizování. Na jeho domluvy a pohrůžky reaguje Tobiáš vzdorovitě. Při jedné ze společných procházek k řece se Tobiáš chová jako pominutý, huláká, šišle, podlézá či přeskakuje vše, co mu přijde do cesty. Jeho přítele se zmocní podezření, že Tobiáše posedlo transcendentálno. Na konci mostu se nachází vysoký turniket a Mordián si umíní, že jej přeskočí plavmo, přičemž neopomene vsadit se s čertem o svou hlavu. Vypravěč se užuž chystá jej za tuto bezbožnost vypeskovat, když vtom uslyší čísi „Ehm!“ a spatří v mostním výklenku důstojně vypadajícího staříka. Starý mužík povolí Tobiáši menší rozběh a odpočítá mu start.
Tobiáš se rozbíhá a zdá se, že turniket bez problémů přeskočí, když do čehosi narazí a zřítí se na záda. Stařík přiskočí, sebere odseklou Tobiášovu hlavu a je pryč. Vypravěč si až nyní povšimne, že nad turniketem se nachází železná tyč s ostrou hranou. Tobiášovi nedokážou pomoci ani homeopati a skoná. Jeho přítel mu přimaluje do rodinného znaku železnou tyč a výdaje za pohřeb pošle transcendentalistům. Ti je ovšem odmítnou proplatit a vypravěč nechá Mordiána okamžitě vykopat a prodá jeho tělo jako žrádlo pro psy.

## Analýza
Úvod povídky začíná jako esej podobně jako povídky Démon zvrácenosti a Předčasný pohřeb.
Nikdy se s čertem nesázej o hlavu! je útok na transcendentalismus (americké literární a filozofické hnutí, jež se zformovalo mezi lety 1830–1840), jenž vypravěč nazývá nemocí, která postihla Tobiáše Mordiána. Na konci povídky pošle účet za Tobiášův pohřeb
transcendentalistům. kteří jej odmítnou zaplatit, protože nevěří ve zlo. Přes konkrétní zmínky o transcendentalismu a jejich časopise The Dial E. A. Poe popírá, že by povídka útočila na konkrétní cíle. Jinde však připustil svou nechuť k transcendentalistům, které nazval Frogpondians podle rybníčku v bostonském parku Boston Common. (anglicky pond = „rybník“). Vysmíval se jejich dílům, jejichž autoři sklouzli k „nesrozumitelnosti z nejasných důvodů“ nebo k „mysticismu z mystických důvodů“. Poe jednou napsal dopis svému příteli Thomasi Holley Chiversovi , že nemá nic proti transcendentalistům, pouze proti podvodníkům a sofistům kolem nich.

## Adaptace
- „Never Bet the Devil Your Head“ je závěrečná část (titulovaná „Toby Dammitt“ = Tobiáš Mordián) třídílného francouzsko-italského filmu Podivuhodné příběhy z roku 1968. Režie Roger Vadim, Louis Malle, Federico Fellini. Hrají Brigitte Bardotová, Alain Delon, Jane Fondová, Terence Stamp, James Robertson Justice , Françoise Prévost, Peter Fonda, Daniele Vargas, Milena Vukotic, Maurice Ronet, Anny Duperey, Vincent Price, Katia Christine, Renzo Palmer, Ettore Arena, Ernesto Colli.[8]
- Povídka "Never Bet the Devil Your Head" byla zpracována pod tímto názvem pro rozhlasové vysílání rádia CBS v roce 1957.

## Česká vydání
Česky vyšla povídka v následujících sbírkách nebo antologiích:
- Jáma a kyvadlo a jiné povídky (Odeon 1975, 1978, 1987, 1988, Levné knihy KMa 2002 [9] a XYZ 2017)
- Na slovíčko s mumií: Grotesky a jiné směšné příběhy (Hynek s.r.o., 1999)